# Abadia d'Ampleforth
Abadia d'Ampleforth és un monestir dels monjos Benedictins situat una milla a l'est de Ampleforth, North Yorkshire, Anglaterra, part de la congregació anglesa de l'Orde de Sant Benet. Afirma descendir de la comunitat existent a l'Abadia de Westminster a la pre-Reforma a través del darrer monjo supervivent de Westminster, Sigebert Buckley (c.1520-1610).